# María del Socorro Chapa Rodríguez
María del Socorro Chapa Rodríguez, conocida como Coco (Ciudad de México) es una bailarina folklórica y coreógrafa mexicana. Realizó la coreografía para la película mexicana Longitud de Guerra. Creadora y catedrática de la licenciatura en Danza de la  Facultad de Artes de la Universidad Autónoma de Chihuahua. Cofundadora y directora de la compañía de Danza Folklórica de la misma universidad. En 2022 recibió la medalla Víctor Hugo Rascón Banda al mérito cultural del estado de Chihuahua.  
Como bailarina y coreógrafa ha realizado giras por toda la República Mexicana y en el extranjero en Francia, Alemania, Inglaterra, Escocia, Japón, República Popular de China, además de Venezuela, EUA, Puerto Rico y las Antillas.

## Formación y llegada a Chihuahua
Inició sus estudios de danza a los 9 años en la Escuela de Baile de Juanita Barceló, en la Ciudad de México; posteriormente en la preparatoria No. 5 de la UNAM con la maestra Graciela Reyes. 
Egresó de la Academia de la Danza Mexicana del INBA teniendo como maestros a: Marcelo Torreblanca, Emma Duarte, Josefina Lavalle, Mario Kuri, Salvador Carrillo, Antonia Torres, Leonardo Peláez, Bertha García entre otros. 
A su llegada a la ciudad de Chihuahua, en la Escuela Preparatoria de la Universidad, reunió a un grupo de alumnas para organizar un grupo de danza, pidiéndole apoyo al profesor Antonio Rubio, y apoyados por el maestro José Bustamante, director de deportes en la Preparatoria, fundaron la actual Compañía de Danza Folklórica, el 23 de noviembre de 1966. 
Posteriormente se incorporó al Departamento de Bellas Artes de la UACH (Actualmente Facultad de Artes); así como al Ballet Folklórico de Amalia Hernández, en la Esmeralda y en el Sistema Nacional para la Enseñanza de la Danza del INBA. 

## Trayectoria
Se ha presentado en tres ocasiones en el Palacio de Bellas Artes con la compañía de danza folklórica de la UACH. Y ha realizado coreografías como Chihuahua de Antaño Pueblo, para la película Longitud de Guerra bajo la dirección de Gonzalo Martínez Ortega, en agosto de 1976.
Paquimé, Ceremonia Equinoccial, coreografía de estreno mundial con motivo del 275 aniversario de la fundación de la ciudad de Chihuahua el 12 de octubre de 1984, es una de sus aportaciones a la danza mexicana. 
Apache, Vigilantes de la Montañas, coreografía que comparte con el profesor Antonio Rubio, se estrena en el Teatro de la Ciudad de Chihuahua el 23 de noviembre de 2002. 
En danza contemporánea y neoclásica, cuenta con aproximadamente 20 coreografías, en las que sobresalen: Tan infinito como el desierto, La Calle, Espejo, Zamba y El hombre, siempre el hombre.
Directora del Centro de Educación Artística David Alfaro Siqueiros del INBA de 1985 a 1989 y docente de 1989 a 2021. Como docente en la elaboración de los programas de danza clásica y contemporánea, así como en los programas de historia de la danza universal y de México. 
Ha impartido cursos de folklore en la Academia de la Danza Mexicana, Ballet Folklórico de Amalia Hernández, Museo Latino de Nebraska, USA, Kansas, USA, Universidad de Sonora, Cedart Frida Khalo y Cedart Luis Spota, en la Academia de la Danza Mexicana del INBA, en el Festival Internacional del Mariachi en las ciudades de El Paso, Texas, Omaha, Nebraska y Albuquerque, N.M; en la Universidad de Sonora, en la Universidad de Tlaxcala. 
En 2018 organizó junto con el maestro Antonio Rubio, el Primer Encuentro Nacional de Directores y Coreógrafos Universitarios siendo la UACH la sede oficial, con la participación de 15 universidades, 2 Tecnológicos y el director de la Coordinación Nacional de Danza del INBAL.

## Reconocimientos y distinciones
- Reconocimiento Mujer Destacada de Chihuahua, en el arte. Instituto Municipal de las Mujeres de Chihuahua.
- Reconocimiento por 45 años de labor en la danza en noviembre del 2011.  Universidad Autónoma de Chihuahua.
- Reconocimiento el Consejo Nacional para la Cultura y las Artes y el Instituto Nacional de Bellas Artes por 45 años de vida artística dedicados a la investigación, creación, formación y divulgación de las artes escénicas y plásticas, en el Palacio de Bellas Artes de la Ciudad de México.
- Medalla Marcelo Torre Blanca 2014, máxima presea del Instituto de Investigación y Difusión de la Danza Mexicana A.C.
- Medalla Una Vida en la Danza. Consejo Nacional Para la Cultura y las Artes y el Instituto Nacional de Bellas Artes reconoce su trayectoria como bailarina, coreógrafa e investigadora.